# The Letting Go
The Letting Go – trzynasty album amerykańskiego muzyka Willa Oldhama (wydany pod pseudonimem Bonnie 'Prince' Billy) z 2006 roku. Tyttuł pochodzi od wiersza Emily Dickinson "After a Great Pain, A Formal Feeling Comes". Nagrano go z pomocą producenta Valgeir Sigurdsson (znanego ze współpracy m.in. z Bjork) oraz wokalistką folkową Dawn McCarthy w stolicy Islandii. Został sklasyfikowany na 195. miejscu listy najlepszych albumów dekady według Pitchfork Media.

## Lista utworów
1. "Love Comes to Me" – 4:31
2. "Strange Form of Life" – 3:46
3. "Wai" – 3:37
4. "Cursed Sleep" – 5:35
5. "No Bad News" – 4:45
6. "Cold & Wet" – 2:21
7. "Big Friday" – 2:43
8. "Lay & Love" – 3:50
9. "The Seedling" – 4:36
10. "Then the Letting Go" – 5:19
11. "God’s Small Song" – 4:05
12. "I Called You Back" – 7:53
13. "Ebb Tide" – 5:14 (utwór dodatkowy)

## Twórcy
- Bonnie 'Prince' Billy – wokal, instrumenty, kompozytor
- Emmett Kelly – guitara
- Dawn McCarthy – wokal
- Paul Oldham – gitara basowa
- Valgeir Sigurdsson – nagrywanie, miksowanie
- Jim White – perkusja